# Перемога (Запорожская область)
Перемога (укр. Перемога) — село,
Радивоновский сельский совет,
Акимовский район,
Запорожская область,
Украина.
Код КОАТУУ — 2320385807. Население по переписи 2001 года составляло 30 человек.

## Географическое положение
Село Перемога находится на левом берегу реки Тащенак,
выше по течению на расстоянии в 3,5 км расположено село Мирное,
на противоположном берегу — село Радивоновка.

## История
- 1921 — дата основания.
- В 1945 г. населенный пункт бригады №4 колхоза имени Ленина переименован в хутор Перемога[2].